# Arteria carotis communis
De arteria carotis communis of gemeenschappelijke halsslagader ligt zowel links als rechts in de hals, waar zij langs de luchtpijp en de slokdarm van borst tot aan het hoofd loopt. Carotis (meervoud carotiden) is een gelatiniseerde vorm van het Oudgriekse καρώδης, dat "verdoofd" betekent. De slagader dankt deze naam vanwege het optreden van bewusteloosheid bij langdurige druk op de arteria carotis.
De halsslagaders voorzien het hoofd en de nek van zuurstofrijk bloed. In de nek splitst de carotis zich in een arteria carotis interna en een arteria carotis externa. Het traject proximaal van deze splitsing wordt arteria carotis communis genoemd. De linker en de rechter carotis kennen grotendeels hetzelfde verloop. Enkel de oorsprong van de twee halsslagaders is verschillend. De linker arteria carotis ontspringt rechtstreeks vanuit de aortaboog (arcus aortae). De rechter arteria carotis ontspringt uit de truncus brachiocephalicus, een bloedvat dat uit de aortaboog ontspringt en waaruit zich tevens de rechter arteria subclavia afsplitst. Door deze anatomie kent de linker arteria carotis zowel een thoracaal als een cervicaal deel; de rechter ontspringt zo dicht bij de nek dat een thoracaal deel ontbreekt.

## Thoracaal verloop arteria carotis
De linker arteria carotis wordt door de musculus sternohyoideus en de musculus sternothyroideus, de voorste delen van de linkerlong en pleura, de linker vena brachiocephalica en de overblijfselen van de thymus gescheiden van het manubrium van het sternum. Aan de achterzijde liggen de trachea, oesofagus, nervus laryngicus recurrens en de ductus thoracicus. Rechts ligt de truncus brachiocephalicus. Daarboven liggen de trachea, de venae thyreoidicae inferiores en de overblijselen van de thymus, aan de linkerzijde liggen de linker nervus vagus, de linker nervus phrenicus, de linkerlong en bijbehorend longvlies. De linker arteria subclavia ligt iets naar achteren en lateraal van de arteria carotis communis.

## Cervicaal verloop arteria carotis
Het verloop in de hals is voor zowel links als rechts vergelijkbaar. De halsslagaders liggen hier relatief dicht bij elkaar. In het eerste deel ligt alleen de trachea als belangrijke structuur tussenbeide. In een hoger traject liggen ook de schildklier, de larynx en de farynx tussen de carotiden. Beide halsslagaders lopen vanaf een punt achter het borstbeen-sleutelbeengewricht schuin omhoog naar het schildkraakbeen. Hier, ter hoogte van de vierde halswervel, splitst de carotis zich in de arteriae carotides interna et externa. De arteria carotis interna kent daarbij een dieper verloop (de schedel in) dan de arteria carotis externa. De arteria carotis interna voorziet met name de hersenen van bloed. De arteria carotis externa daarentegen verloopt veel oppervlakkiger en kent vele aftakkingen die de nek en het gezicht voeden.

## Collaterale circulatie
Indien een van de carotiden wordt afgesloten of onderbonden, dan zorgt de collaterale circulatie in het hoofd ervoor dat wezenlijke structuren toch van bloed worden voorzien. Deze collaterale circulatie bestaat uit vele verbindingen tussen de twee halsslagaders en groei van de takken van de arteria subclavia, die als back-upvaten kunnen fungeren als een van de carotiden geen bloed meer kan doorlaten. Buiten de schedel worden de belangrijkste collateraalverbindingen gevormd door de arteriae thyreoidicae superior en inferior, de arteria cervicalis profunda en de arteria occipitalis. De arteria vertebralis kan als back-up dienen voor de arteria carotis interna.

## Variaties
De rechter halsslagader splitst zich in 12% van de gevallen pas boven de articulus sternoclavicularis af van de truncus brachiocephalicus. In andere (zeldzame) gevallen splitst de rechter arteria carotis zich direct af uit de aorta of samen met de linker arteria carotis. De linker carotis splitst zich zelden af tezamen met de linker arteria subclavia; meestal is er in een dergelijk geval sprake van transpositie van de aortaboog.
Over het algemeen kent de arteria carotis communis tot de splitsing in arteriae carotides interna et externa geen aftakkingen. Soms vormt de arteria carotis communis echter de oorsprong voor de arteria thyreoidica superior of dier laryngeale tak, de arteria thyreoidica inferior, de arteria pharyngica ascendens of, uiterst zelden, de arteria vertebralis.

## Klinische significantie
De halsslagader kan worden gebruikt voor het meten van de polsslag. In de halsslagaders liggen, net als in de aortaboog, baroreceptoren die de bloeddruk meten. Bij een verhoogde hartslag kan een specialist via druk hierop de hartslag verlagen.